# انرژی تاریک
در کیهان‌شناسی، انرژی تاریک (به انگلیسی: Dark energy)، شکل ناشناخته‌ای از انرژی است که همهٔ فضا گیتی را به صورت فرضی در بر می‌گیرد و سرعت انبساط جهان را می‌افزاید. طبق بررسی دانشمندان، انرژی تاریک مقبول‌ترین فرضیه برای توضیح دادن مشاهدات اخیر است ، که می‌گویند جهان با آهنگ رو به افزایشی (با شتاب ثابت) منبسط می‌شود. در مدل استاندارد کیهان‌شناسی بنابر هم‌ارزی جرم و انرژی، جهان شامل حدود ۲۶٫۸٪ ماده تاریک، ۶۸٫۳٪ انرژی تاریک (در مجموع ۹۵٫۱٪) و ۴٫۹٪ مادهٔ معمولی است. باز هم بر اساس هم‌ارزی جرم-انرژی، چگالی انرژی تاریک بسیار کم است. در منظومه شمسی، تقریباً فقط ۶ تن انرژی تاریک درون شعاع مدار پلوتون یافت می‌شود. با این حال، انرژی تاریک بیشتر جرم-انرژی جهان را تشکیل می‌دهد، زیرا به‌طور یکنواخت در فضا پخش شده‌است.
دو شکل برای انرژی تاریک ارائه شده‌است. یکی ثابت کیهان‌شناسی، یک چگالی انرژی ثابت که به‌طور همگن جهان را پر می‌کند. و دیگری میدان‌های اسکالر، کمیت‌هایی دینامیکی که چگالی انرژی آن‌ها می‌تواند در فضا و زمان تغییر کند. بخش‌هایی از میدان‌های اسکالر که در فضا ثابت هستند هم معمولاً در ثابت کیهان‌شناسی شمرده می‌شوند. ثابت کیهان‌شناسی می‌تواند به گونه‌ای فرمول بندی شود که انرژی خلأ باشد. میدان‌های اسکالری که در فضا تغییر می‌کنند به سختی می‌توانند از ثابت کیهان‌شناسی باز شناخته شوند، زیرا تغییرات ممکن است فوق‌العاده آهسته باشد.
اندازه‌گیری‌های دقیقی از انبساط جهان برای فهمیدن اینکه نرخ انبساط چگونه در طول زمان تغییر می‌کند، لازم است. در نسبیت عام، سیر تکاملی انبساط جهان به‌وسیلهٔٔ معادلهٔ حالت کیهانی (رابطهٔ بین دما، فشار و ترکیب ماده، انرژی و چگالی انرژی خلأ در هر ناحیه از فضا) فرمول‌بندی می‌شود. امروزه، اندازه‌گیری معادلهٔ حالت انرژی تاریک یکی از بزرگترین تلاش‌های کیهان‌شناسی رصدی است.

سهم انرژی تاریک و مادّهٔ تاریک از کل جهان

افزودن ثابت کیهان‌شناسی به متریک رابرتسون-واکر منجر به مدل لامبدا-سی دی ام می‌شود؛ که بخاطر تطبیق دقیق آن با مشاهدات از آن به عنوان «مدل استاندارد» کیهان‌شناسی یاد می‌کنند. انرژی تاریک به عنوان یک جزء حیاتی در تلاش‌های اخیر برای تدوین مدل جهان چرخه‌ای (به انگلیسی: cyclic model)، استفاده شده‌است.
به‌طور کلی انرژی تاریک حدود هفتاد درصد از جهان را تشکیل می‌دهد و رابطه‌ای تنگاتنگ با نسبیت عام اینشتین دارد و نقش آن ایجاد گرانش دافعه‌ای با شتاب مثبت است. معنی گرانش دافعه با شتاب مثبت این است که این انرژی اجسام را دور کرده و قدرت آن در طول زمان بیشتر می‌شود.
این انرژی غیر از تشابه اسمی به مادهٔ تاریک، به آن مرتبط نیز هست. مادهٔ تاریک گرانش جهان را افزایش می‌دهد، اما انرژی تاریک با این نیرو مقابله می‌کند.

## طبیعت انرژی تاریک
چیزهای بسیاری دربارهٔ طبیعت انرژی تاریک جای تعمق دارند. شواهد انرژی تاریک غیر مستقیم هستند اما از سه منبع مستقل می‌آیند:
- اندازه‌گیری‌های فاصله و رابطهٔ آن‌ها با قرمزگرایی، که می‌گوید جهان در نیمهٔ اخیر عمرش بیشتر منبسط شده‌است.[۱۱]
- نیاز نظری به نوعی انرژی اضافی که نه ماده و نه ماده تاریک است برای تشکیل جهان تخت مشاهده شده (نبود هیچ انحنای جهانی قابلِ یافت).
- می‌تواند از اندازه‌گیری‌های الگوهای موجی جرم در مقیاس بزرگ استنتاج شود.

انرژی تاریک بسیار همگن در نظر گرفته می‌شود، خیلی چگال نیست و معلوم نیست با کدام یک از نیروهای بنیادی بجز گرانش برهم کنش می‌کند. هم چنین به علت رقیق بودن، در آزمایش‌های آزمایشگاهی قابل شناسایی نیست. انرژی تاریک، با تشکیل ۶۸٪ چگالی جهان، می‌تواند تأثیر عمیقی بر جهان بگذارد؛ فقط به این خاطر که به‌طور یکنواخت جایی را پر می‌کند که در غیر اینصورت فضای خالی محسوب می‌شد. دو مدل راهنما، ثابت کیهان‌شناسی و کوینتسنس (به انگلیسی: quintessence) هستند. هر دو مدل این ویژگی مشترک را دارند که انرژی تاریک باید دارای فشار منفی باشد.

## تأثیر انرژی تاریک: فشار کوچک، ثابت و منفی خلأ

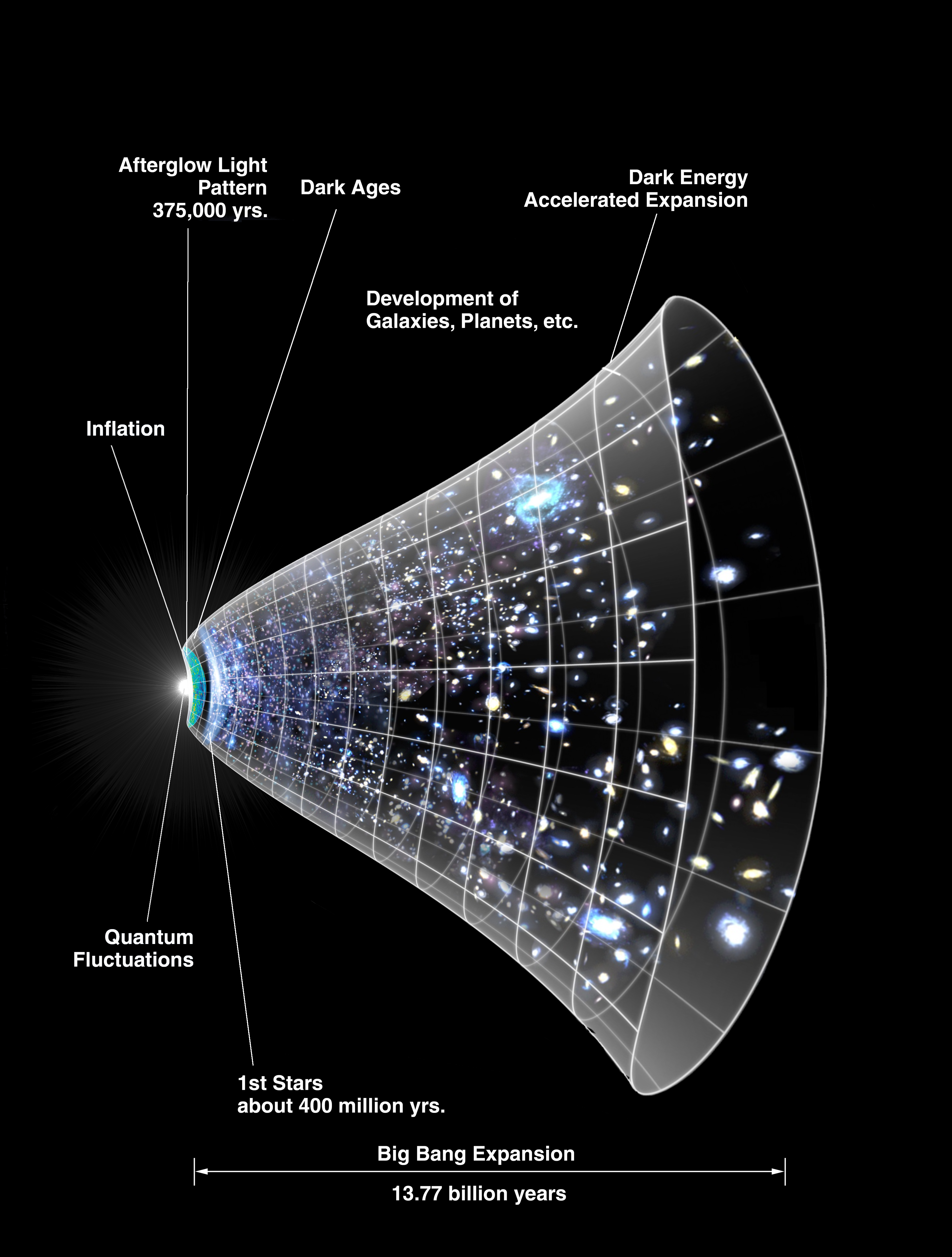
خط زمانی تشکیل کیهان

مستقل از طبیعت واقعی اش، انرژی تاریک باید یک فشار قوی منفی (که به صورت دافعه عمل کند) داشته باشد، تا بتواند شتاب مشاهده شدهٔ انبساط جهان را توضیح دهد.
بر اساس نسبیت عام، فشاری که در میان ماده است، درست مانند چگالی جرمی در جاذبهٔ گرانشی آن ماده بر سایر اجسام سهیم است. دلیل این اتفاق این است که کمیت فیزیکی که باعث ایجاد تأثیرات گرانشی می‌شود، تنسور ضربه-انرژی است که هم چگالی انرژی (یا جرم) ماده و هم فشار و گرانروی آن را شامل می‌شود.

در متریک رابرتسون واکر، می‌توان نشان داد که یک فشار ثابت، قوی و منفی در تمام جهان، در صورتی که جهان اکنون در حال انبساط باشد، باعث شتاب افزایشی انبساط، و اگر جهان در حال انقباض باشد، باعث شتاب کاهشی انقباض می‌شود. به‌طور دقیقتر، اگر معادلهٔ حالت جهان به گونه‌ای باشد که {\displaystyle \!w<-1/3}، مشتق دوم فاکتور مقیاس جهان، {\displaystyle {\ddot {a}}}، مثبت است. (معادلات فریدمان را ببینید)

این تأثیر انبساط تند شونده گاهی «دافعهٔ گرانشی» خوانده می‌شود، که یک عبارت رنگارنگ اما احتمالاً گیج‌کننده است. در حقیقت، یک فشار منفی تأثیری بر برهم کنش گرانشی میان اجرام - که جاذبه باقی می‌ماند- ندارد؛ ولی در عوض، سیر تکاملی جهان در مقیاس کیهان‌شناسی را تغییر می‌دهد که با وجود جاذبه در میان اجرام حاضر در جهان، موجب انبساط تند شوندهٔ جهان می‌شود.

شتاب، به سادگی تابعی از چگالی انرژی تاریک است. انرژی تاریک پایا است: چگالی اش ثابت می‌ماند (به‌طور تجربی، بین فاکتور۱:۱۰). یعنی با انبساط جهان، انرژی تاریک رقیقتر نمی‌شود.

## شواهد مبنی بر وجود
ابرنواختر

مراحل تشکیل یک ابرنواختر

در سال ۱۹۹۸، رصدهای منتشر شده از ابرنواختر نوع Ia توسط گروه جستجوی ابرنواختر در قرمزگرایی زیاد که در سال ۱۹۹۹ به وسیلهٔ پروژه کیهانشناسی ابرنواختری دنبال شد، پیشنهاد داد که انبساط جهان تند شونده است. جایزه نوبل فیزیک در سال ۲۰۱۱ برای این کار به سال پرلموتر، برایان اشمیت و آدم ریس اهدا شد.

از آن زمان، این مشاهدات توسط چندین منبع مستقل تأیید شده‌است. اندازه‌گیری‌های تابش زمینه کیهانی، لنز گرانشی و ساختار بزرگ مقیاس کیهان به همراه اندازه‌گیری‌های پیشرفته ابرنواخترها با مدل لامبدا-سی دی ام سازگار بوده‌اند. برخی افراد می‌گویند تنها شواهد وجود انرژی تاریک مشاهداتی از اندازه‌گیری‌های دوردست و قرمزگرایی مربوط است. ناهمسانگردی‌های تابش پس زمینهٔ کیهانی و نوسانات آکوستیک مواد باریونی تنها مشاهداتی هستند که قرمزگرایی‌ها از آنچه با مدل جهان «غباری» فریدمان و ثابت هابل اندازه‌گیری شدهٔ محلی انتظار می‌رفت، بزرگترند.

ابرنواخترها برای کیهان‌شناسی مفیدند، زیرا آن‌ها شمع استانداردهای بسیار خوبی در فواصل کیهانی هستند. آن‌ها باعث می‌شوند تاریخ انبساط جهان بتواند با نگاه به رابطهٔ فاصله تا یک شی و قرمزگرایی آن، که می‌گوید دارد با چه سرعتی از ما دور می‌شود، اندازه‌گیری شود. این رابطه، بنابر قانون هابل خطی است. اندازه‌گیری قرمزگرایی نسبتاً آسان است، اما پیدا کردن فاصله تا یک شیء کار دشوارتری است. معمولاً اخترشناسان از شمع‌های استاندارد استفاده می‌کنند: اشیایی که روشنایی ذاتی آنها، قدر مطلق آنها، معلوم است. این موضوع اندازه‌گیری فاصله تا شیء را از روی روشنایی مشاهده شده آن، قدر ظاهری، امکان‌پذیر می‌سازد. ابرنواخترهای نوع Ia بخاطر روشنایی زیادشان، بهترین شمع‌های استاندارد شناخته شده در فواصل کیهانی هستند.

رصدهای اخیر از ابرنواخترها سازگار با جهانی ساخته شده از ۷۱٫۳٪ انرژی تاریک و ۲۷٫۴٪ ترکیب ماده تاریک و ماده باریونی هستند.

 تابش زمینه کیهانی 

به عنوان میراث زمان واجفتیدگی کیهان، تابش زمینه کیهانی شامل اطلاعات زیادی از عالم اولیه می‌باشد. آزمایش‌های جاری روی این پدیده، کاوشگر ناهمسانگردی ریزموجی ویلکینسون، ماهواره پلانک و… می‌باشد.
از مشاهدات تابش زمینه کیهانی، با استخراج برخی فواصل می‌توان انرژی تاریک را مقید نمود. برای مثال پارامتر انتقال R که در زمان واجفتیدگی بیان می‌شود *z. این پارامتر به خوبی سلطه تابش زمینه کیهانی را بر انبساط عالم نشان می‌دهد و برای مدل‌هایی که از لامبدا سی دی ام دور هستند تقریباً بسیار خوبی است. مقیاس صوتی یکی دیگر از نسبت فواصل LA است که متناسب است با نسبت فاصله قطری زاویه‌ای بر افق صدا. این کمیت چند قطبی بودن تابش زمینه کیهانی مختصات قله صوتی را ارائه می‌کند.
داده‌های تابش زمینه کیهانی می‌تواند برای کاوش انرژی تاریک از طریق انتگرال اثر ساکس ولف مورد استفاده قرار گیرد. این اثر ناهمسانگرد مقیاس بزرگ ناشی از پتانسیل‌های مختلف گرانشی در زمان شتاب کیهان هستند و از طریق رابطه متقابل بین تابش زمینه کیهانی و ساختار مقیاس بزرگ در حدود ۴σ آشکار می‌شوند.

 نوسانات صوتی باریون 

نوسانات صوتی باریون به ماده باریونی خوشه شده یا فراچِگال در یک مقیاس طولی خاص (در عالم امروزی در حدود ۱۵۰ مگا پارسک) ناشی از امواج صوتی اشاره می‌کند که در عالم اولیه و جهان منتشر می‌شدند. این امر خط‌کشی استاندارد را برای مشاهدات کیهانی ایجاد می‌کند و می‌تواند در انتقال به سرخ‌های کمتر از ۱ از طریق بررسی کهکشانی اندازه‌گیری شود. یکی از معتبرترین اندازه‌گیری نوسانات صوتی باریون، نقشه انتقال به سرخ کهکشانی میدان دو درجه (2dFGRS), SDSS و نقشه انرژی تاریک WiggleZ می‌باشد.

 همگرایی ضعیف 

همگرایی ضعیف یعنی تحریف جزئی تصویر اجرام دور ناشی از خمش گرانشی نور توسط ساختار عالم. جرم و موقعیت گرایش بستگی به توزیع ماده در مخروط نوری دارد، درحالی‌که فواصل اجسام و گرایش آن‌ها توسط هندسه فضا زمانی تعیین می‌شود. پس همگرایی ضعیف برای کاوش انرژی تاریک از طریق تأثیر هر دو انبساط کیهان و تاریخ رشد می‌باشد. پروژه جاری برای همگرایی ضعیف، پروژه (CFHTLS) می‌باشد.

 ساختار مقیاس بزرگ 

نظریه ساختار مقیاس بزرگ که حاکم بر نحوه شکل‌گیری ساختار عالم است (ستارگان، کوازارها و خوشه و گروه‌های کهکشانی) نشان می‌دهد که چگالی ماده در عالم تنها ۳۰٪ چگالی بحرانی است. بررسی‌های سال ۲۰۱۱، نقشه‌برداری WiggleZ از بیشتر از ۲۰۰٫۰۰۰ کهکشان شواهدی بر وجود انرژی تاریک ارائه کرد. اگرچه فیزیک دقیق پشت آن ناشناخته باقی مانده‌است.

 اثر ساکس ولف 

انبساط شتابدار عالم به دلیل چاه‌های پتانسیل گرانشی و عبور فوتون‌ها از آن‌ها لکه‌های سرد و گرم روی نقشه CMB ایجاد می‌کند یعنی انتقال به سرخ گرانشی انجام می‌دهند که سبب می‌شوند طیف CMB ناهموار و نامنظم به نظر برسد. این اثر ساکس ولف است که اولین نشانه انرژی تاریک در عالم تخت می‌باشد.

 کاوشگران دیگر انرژی تاریک 

آ. خوشه‌های کهکشانی

خوشه کهکشان‌ها و تعدادی از گروهای شناخته شده آن‌ها ٬بزرگ‌ترین اجرام جهان هستند. یک خوشه کهکشانی از سه بخش تشکیل شده‌است؛ کهکشان‌هایی که دارای میلیاردها ستاره اند، گاز داغ بین کهکشان‌ها و ماده تاریک، ماده‌ای با هویتی مرموز که بیش‌ترین جرم کهکشان را تشکیل می‌دهد.

ب. انفجارهای پرتو گاما
فوران ناگهانی و شدید پرتو گاما در اعماق کیهان. این پدیده ده‌ها سال به عنوان یکی از پدیده‌های مرموز اخترشناسی شناخته می‌شد. امروزه معلوم شده‌است که برخی از این انفجارها مربوط به ابرنواخترها، و برخی دیگر مربوط به مگنتار‌ها (مَگنت‌اختر) هستند.